# Notre-Dame-du-Mai

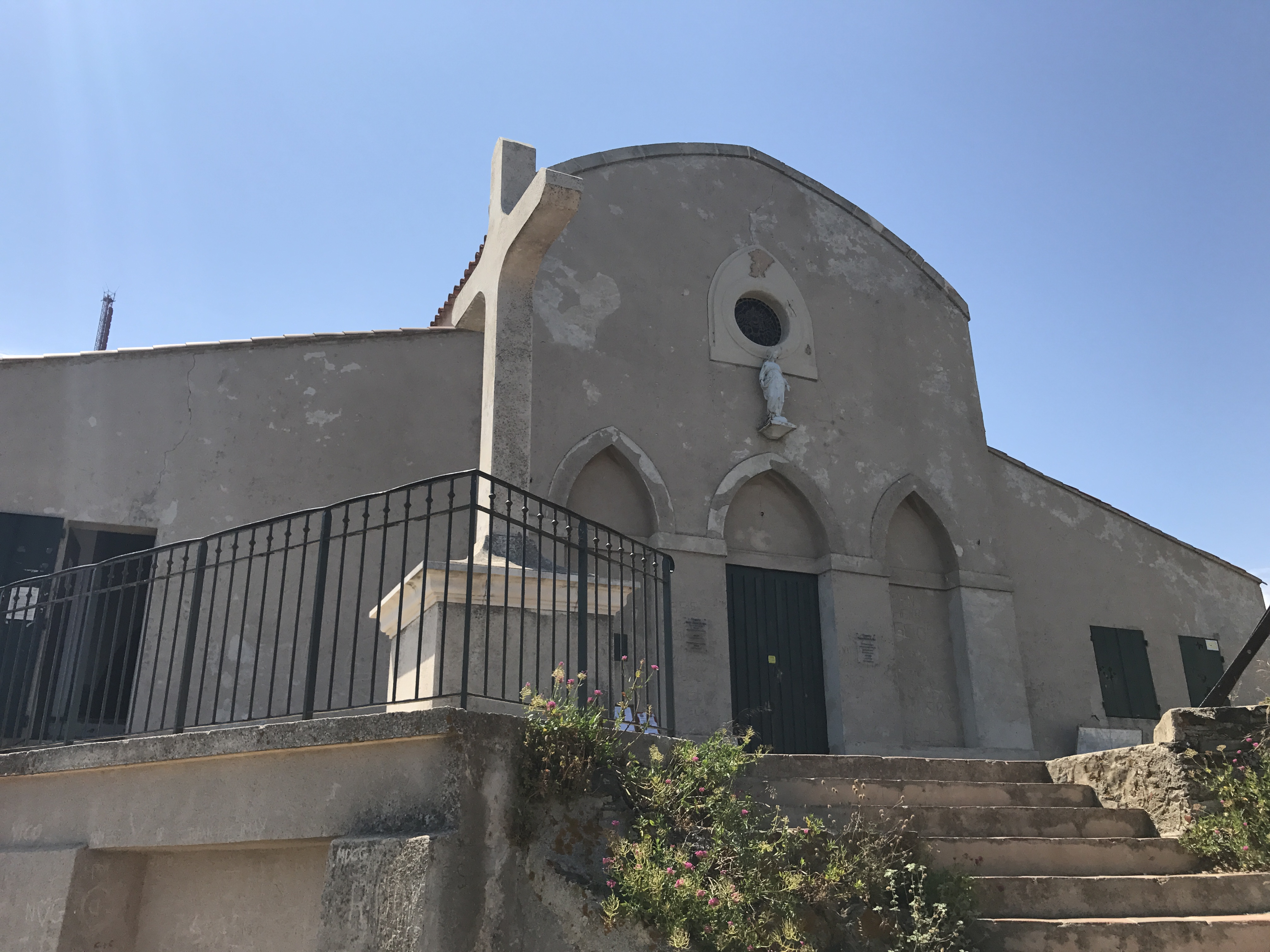
Voorgevel van de kapel

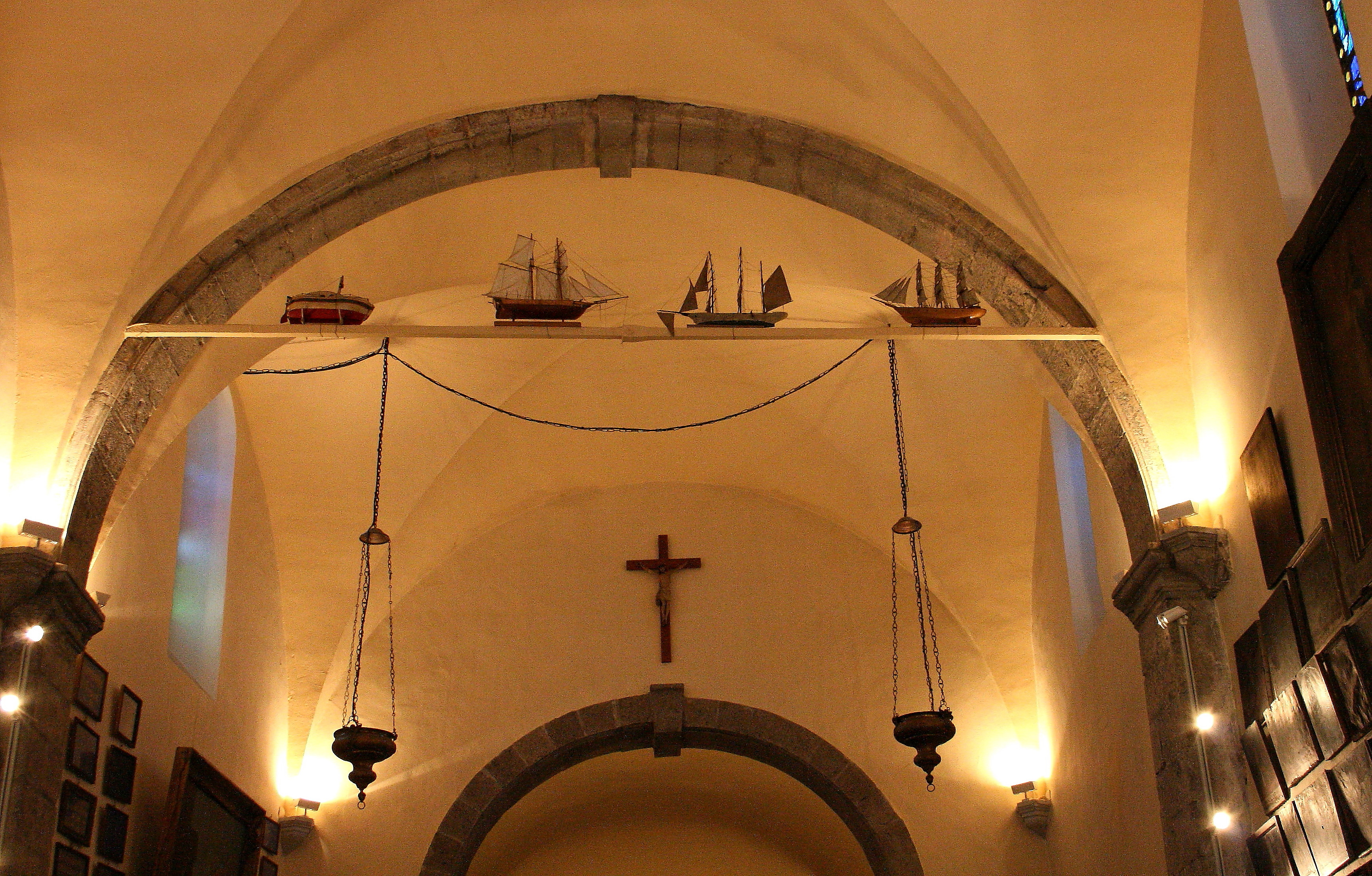
Interieur van de kapel

De Notre-Dame-du-Mai is een 17e-eeuwse kapel in de Franse gemeente Six-Fours-les-Plages (Var).

## Geschiedenis
In de middeleeuwen stond hier een wachttoren of farot die diende om de inwoners te waarschuwen voor vijandelijke schepen. Een eerste melding van zo'n wachttoren op deze plaats is uit het jaar 1302. In 1589 werd een nieuwe wachttoren gebouwd. De kapel van Notre-Dame-du-Mai werd gebouwd in 1625. Volgens de overlevering werd de kapel gebouwd als dank omdat twee torenwachters in de farot een blikseminslag hadden overleefd.

## Beschrijving
De kapel met haar bijgebouwen zijn okergeel geverfd.
De kapel ligt in een bosrijke omgeving op een wandelweg die Fabrégas in La Seyne-sur-Mer verbindt met Le Brusc in Six-Fours-les-Plages. De kapel ligt op een heuvel ten noordwesten van Cap Sicié; dit is de meest zuidelijke punt van het schiereiland van Cap Sicié. De heuvel is 350 meter hoog en het hoogste punt van de gemeente.